# Робер де Візе
Робер де Візе (фр. Robert de Visée) — французький гітарист, лютніст і композитор, віртуоз гітари.

## Життєпис
У ранні роки життя займався викладацькою роботою. 1680 року став членом Королівського музичного товариства.
З 1708 року Візе був співаком у придворній капелі, а 1719 року став королівським учителем гри на гітарі. На цій посаді його змінив син.
Візе є автором двох збірок п'єс для гітари: «Збірник п'єс для гітари, присвячений королю» (Париж, 1682) і «Збірник п'єс для гітари» (Париж, 1686); п'єс для теорби і лютні (1716); арій (1731—1732) та ін. Перша збірка п'єс для гітари присвячена Людовику XIV, до неї входять шість сюїт, кожна з яких містить 6-13 п'єс. У другий збірник входять три такі сюїти легшого змісту.